# Nitrazepate
Nitrazepate (Lorzem) là một loại thuốc có nguồn gốc từ benzodiazepine và có đặc tính giải lo âu. Nó thường được sản xuất như muối kali, kali nitrazepate.